# حكومة باجمال 2001

## الحكومة
| الاسم                        | المنصب                                  |
| ---------------------------- | --------------------------------------- |
| عبد القادر باجمال            | رئيس مجلس الوزراء                       |
| علوي صالح السلامي            | نائب رئيس مجلس الوزراء وزير المالية     |
| عبد الله أحمد غانم           | وزير الشئون القانونية                   |
| محمد عبد الله البطاني        | وزير التعليم الفني والتدريب المهني      |
| صادق أمين أبو راس            | وزير الإدارة المحلية                    |
| عبد الرحمن محمد علي عثمان    | وزير الصناعة والتجارة                   |
| أبو بكر عبد الله القربي      | وزير الخارجية                           |
| عبده علي قباطي               | وزير شئون المغتربين                     |
| عبد الرحمن الأكوع            | وزير الشباب والرياضة                    |
| عبد الوهاب راوح              | وزير الخدمة المدنية والتأمينات          |
| أحمد سالم الجبلي             | وزير الزراعة والري                      |
| أحمد محمد صوفان              | وزير التخطيط والتنمية                   |
| عبد الله حسين الدفعي         | وزير الأشغال العامة والتطوير الحضري     |
| يحيى محمد الشعيبي            | وزير التعليم العالي والبحث العلمي       |
| علي حسن الأحمدي              | وزير الثروة السمكية                     |
| عبد الله علي عليوة           | وزير الدفاع                             |
| عبد الملك المعلمي            | وزير المواصلات                          |
| فضل أبو غانم                 | وزير التربية والتعليم                   |
| سعيد يافعي                   | وزير النقل والشئون البحرية              |
| عبد الوهاب الروحاني          | وزير الثقافة                            |
| رشيد بارباع                  | وزير النفط والمعادن                     |
| قاسم الأعجم                  | وزير الأوقاف والإرشاد                   |
| رشاد العليمي                 | وزير الداخلية                           |
| عبد الملك عبدالرحمن الإرياني | وزير السياحة والبيئة                    |
| عبد الكريم الأرحبي           | وزير الشئون الاجتماعية والعمل           |
| حسين ضيف الله العواضي        | وزير الإعلام                            |
| أحمد عقبات                   | وزير العدل                              |
| عبد الناصر منيباري           | وزير الصحة العامة والسكان               |
| يحيى الأبيض                  | وزير الكهرباء والمياه                   |
| علوي حسين العطاس             | وزير الدولة لشئون مجلسي النواب والشورى  |
| وهيبة فارع                   | وزير الدولة لحقوق الإنسان               |
| عبد الله حسين البشيري        | وزير الدولة أمينا عاماً لرئاسة الجمهورية |
| محسن اليوسفي                 | وزير الدولة عضواً في مجلس الوزراء        |
| خالد الشريف                  | وزير الدولة عضواً في مجلس الوزراء        |
| محمد علي ياسر                | وزير الدولة عضواً في مجلس الوزراء        |